# Brachylecithum stunkardi
Brachylecithum stunkardi är en plattmaskart. Brachylecithum stunkardi ingår i släktet Brachylecithum och familjen Dicrocoeliidae. Inga underarter finns listade i Catalogue of Life.